# Kleine-Brogel Air Museum
Het Kleine-Brogel Air Museum (KBAM) is het museum van de Vliegbasis Kleine-Brogel in de Belgische provincie Limburg. Het is gevestigd op de luchtmachtbasis te Kleine-Brogel en bevat militair erfgoed.

## Geschiedenis
Aan de basis van het museum ligt de verzameling van Jos Palmers, die voorwerpen met betrekking tot de vliegbasis verzamelde in een oude schuur. In 2004 werd hem aangeboden om Loods 140 op de vliegbasis als museum in te richten. Het verhuizen verliep moeizaam, en de loods was eigenlijk niet als zodanig geschikt. In 2007 was een groep vrijwilligers georganiseerd en kreeg men een ruimte op de basis toegewezen die wél verwarmd was en over isolatie beschikte. Ook militaire vliegtuigen en andere voertuigen, luchtfoto's en herinneringen uit de Tweede Wereldoorlog werden toegevoegd aan het museum. In 2010 werd het museum geopend.

## Verzameling
Naast een vijftal gevechtsvliegtuigen zijn er militaire voertuigen en andere militaire voorwerpen te vinden, en is er een verzameling documenten, foto's en dergelijke uitgesteld. Ook zijn er wapens en bezit men een demonstratie-cockpit, een schietstoel en dergelijke. Een documentatiecentrum ontbreekt niet.
Aanwezige vliegtuigen september 2018:
| Nummer    | Type    | Locatie                                  |
| --------- | ------- | ---------------------------------------- |
| FA16      | F-16A   | Op een paal bij de poort                 |
| FA38      | F-16A   | Naast de FX02 en FX61                    |
| FS17/DMB  | F-84E   | Op grasveld samen met F-84F en F-104     |
| FU66/RA-T | F-84F   | Op grasveld samen met F-84E en F-104     |
| FX02      | F-104G  | Grijs en speciale kleuren, naast de FX61 |
| FX61      | F-104G  | Tussen de FA36 en FX02                   |
| FX86      | F-104G  | Op grasveld samen met F-84E en F-84F     |
| MT14      | CM-170R | Tegenover 2× F-104 en F-16               |